# Das Eisen im Feuer
Der historische Roman ›Das Eisen im Feuer‹ der deutschen Schriftstellerin Clara Viebig aus 1912 spielt in Berlin. Viebig veranschaulicht anhand der Figur des Schlossers Hermann Henze die Zeit von der Kartoffelrevolution 1847 bis zum Preußisch-Österreichischen Krieg von 1866 in der späteren Metropole, die sich seinerzeit noch als eine beschauliche Kleinstadt zeigt. Zudem nimmt Viebig mit diesem Roman Bezug auf die Geschehnisse ihrer eigenen Epoche vor dem Ersten Weltkrieg.

## Inhalt
In der Zeit vor der 1848er Revolution strahlt Berlin noch eine biedermeierliche Gemütlichkeit aus, doch Versorgungsprobleme verursachen Teuerung und eine dumpfe Not. Die Verhältnisse sind so drückend, dass Frauen auf dem Markt einen Kartoffelstand plündern.
Der junge Schlosser Hermann Henze erlebt diese Zeit zusammen mit Studenten, Handwerkern, Gastwirten und Arbeitern in Alt-Berlin. Von dem Studenten Richard John lässt er sich zum Kampf für politische Änderungen hinreißen. Doch Henze ist nicht recht bei der Sache, da er die liebliche Minne Schulze, Tochter eines Gastwirtes, kennengelernt hat. Die Romanze wird zum einen vereitelt durch die Eltern, denen Henzes politische Ambitionen nicht gefallen. Zudem will Minnes Freundin, die ärmliche Hebammentochter Luise Witte, Henze für sich gewinnen. Sie schwärzt ihn bei Minne an, indem sie ihr erzählt, Henze würde zu den Prostituierten laufen.
Die politische Situation eskaliert, als Soldaten auf das Volk schießen. Tragischerweise wird Luise durch Kugeln getötet, als sie Henze während der Barrikadenkämpfe sucht. Ihre Mutter, die Hebamme Witte, die ebenfalls aktiv an der Revolution teilgenommen hat, ist über den Tod der Tochter untröstlich. Ihre Söhne wandern enttäuscht nach Amerika aus.
Henze erhält die Gelegenheit, in die Hofschmiede Schehle am Berliner Belle-Alliance-Platz einzusteigen. Der ältliche, kränkelnde Meister ist froh über seinen kräftigen Gesellen, obwohl er mit ansehen muss, wie Henze die junge Meisterin Johanna erobert. Nach dem Tod des Meisters heiratet Henze Johanna und gelangt in den Besitz des Betriebes. Diese Ehe wird aber unglücklich sein, da Henze nach anderen Frauen schaut und Trinkgelagen nicht abgeneigt ist. Hieran ändert auch sein im Grunde gutes Wesen nichts, der sich beim Tod seiner Mutter oder beim Beistand für seine Stieftochter Helene im Kampf gegen deren Ehemann zeigt. Erst die Ankündigung des Preußisch-Österreichischen Krieges 1866 reißt Henze wieder aus seiner Lethargie, auch deshalb, da die alte Kämpferin Witte just in dem Moment zu Grabe getragen wird, in welchem der Krieg ausbricht, und Henze an die alten Zeiten erinnert wird.
Andere originelle Nebenfiguren bereichern den Roman, von denen insbesondere der Hausdiener Gottlieb Torweg hervorzuheben ist, der nichteheliche Sohn von Schehles Schwester, der als Säugling in einem Stück Packpapier eingewickelt aufgefunden, und im Hause großgezogen worden ist.

## Entstehungs- und Rezeptionsgeschichte

### Zur literarischen Tradition des Berlin-Romans
›Das Eisen im Feuer‹ zählt zur Gattung des Berlin-Romans. Diese Stadt ist nicht mehr bloß Schauplatz eines Geschehens, sondern Ort der neuen aufstrebenden Großstadtkultur im Zeitalter der Industrialisierung, dessen Merkmale Hektik und der rastlose Wandel sind.
Die literarische Tradition des Großstadtromans erhält 1781 aus Frankreich mit dem ›Tableau de Paris‹ des Louis-Sébastian Mercier (1740–1814) wichtige Impulse. In Deutschland steht das rasant anwachsende Berlin im Fokus der Schriftsteller, wobei die Gattung ihren Anfang bereits vor den boomenden Gründerjahren nimmt. Zu nennen sind E.T.A. Hoffmann (1776–1822) mit seiner Erzählung ›Des Vetters Eckfenster‹, 1822, der vom Fenster her das Treiben der Stadt miterlebt, oder die Romane ›Ruhe ist die erste Bürgerpflicht‹, 1852, von Willibald Alexis (1798–1871), des Berlins zur Zeit von Friedrich Wilhelm III., und ›Die Chronik der Sperlingsgasse‹ von Wilhelm Raabe (1831–1910). In diesen Werken wird ein Bild von der Atmosphäre und den Menschen in Alt-Berlin gezeichnet, bevor die Stadt sich zur Hauptstadt des Kaiserreiches wandeln wird.
In der Reihe ihrer Berlin-Romane ist ›Das Eisen im Feuer‹ die früheste Epoche, die sie behandelt. Zu ihren Berlin-Romanen äußert Viebig:

„Vom Kartoffelkrieg 1848 an, mit dem der Roman ‚Das Eisen im Feuer‘ beginnt, vom Einzug der siegreichen Truppen im Juni 1871, dem Auftakt in ‚Die vor den Toren‘, über ‚Das tägliche Brot‘ und seine Fortsetzung ‚Eine Handvoll Erde‘ bis zu dem Heimkrieg, den die Mütter, Töchter und Gattinnen in den Romanen ‚Töchter der Hekuba‘ und ‚Das rote Meer‘ verzweiflungsvoll durchkämpfen, sind sie das Gemälde einer Stadt, die ich immer da gefunden habe, wo ich sie am liebsten suchte: bei ihrer Arbeit. Und auch die Romane aus unseren Tagen, der Roman der Ausgestoßenen, ‚Die Passion‘, und der der Unmündigen, ‚Die mit den tausend Kindern‘, sind Romane der rastlos schaffenden Großstadt, die Segen und Unheil in ihrem Schoß birgt.“

Vor dem Erscheinen von Alfred Döblins modernem Berlin-Roman ›Berlin Alexanderplatz‹ 1929 zählt Viebig zu den prominentesten Vertreterinnen der Gattung des Berlin-Romans. In ihrer umfangreichen Bibliothek befinden sich die ›Deutsche Geschichte in Bildern‹ von Karl Pagel und Werke von Willibald Alexis, die sie zur Darstellung verwendet haben mag. Viebig gestaltet einen Stoff aus der jüngeren Vergangenheit, von 1847 bis 1866, der noch immer die Gegenwart bestimmt. Auf diese Ereignisse schaut sie aus der Perspektive der kleinen Leute.

### Veröffentlichungen
Nach dem Vorabdruck 1912 in der ›Berliner Illustrirten Zeitung‹ erscheinen im Folgejahr im Verlag Fleischel direkt 15 Auflagen. An diesen Erfolg kann nach dem Ersten Weltkrieg nicht mehr angeknüpft werden. Von 1919 bis 1925 ist die 17. bis 22. Auflage zu verzeichnen. 1921 erfolgt eine Übersetzung ins Niederländische mit 17.000 Exemplaren. Die Revolutionsszene wird 1932 in die französische Sprache übertragen. 1950 veröffentlicht der Verlag Schaffer den Roman erneut. Zudem werden bis 1974 in historischen Werken auszugsweise die Szenen der Berliner Barrikadenkämpfe abgedruckt.

### Rezeption
Nach dem Erscheinen wird durchweg der erste Teil bis zur Beendigung der 1848er Revolution gelobt und hervorgehoben, Viebig stelle gekonnt das Flair Alt-Berlins als der Hauptstadt der Provinz Brandenburg dar. Zur Vergegenwärtigung der Mentalität trägt der Dialekt bei, den Viebig ihren Originalen in den Mund legt, so der mittellosen Frau: „Jotte doch, wie soll det noch werden!“ (S. 5) oder einer anderen, die den Polizisten verspottet: „Blauer, hab dir man nich!“ (S. 9) Als beste Szenen gelten die Stürmung der Marktstände 1847 in der Exposition und die Gestaltung der 1848er Revolution. Diese wird aus der Sicht von Luise Witte gezeichnet, die einerseits mit der Masse verschmilzt, aber gleichzeitig als Einzelfigur präsent ist:

„Der dort oben auf einer Tonne stand, groß und stark, in der blauen Arbeiterbluse, die Brust frei. Eine Fahne schwenkte er in der einen Hand, in der anderen hielt er einen Degen: ›Ihr Brüder, kämpft für die Freiheit!, Freiheit, Freiheit!‹ ›Freiheit!‹ Luise stieß einen hellen Zuruf aus. Da war er ja! Im Flammenschein glühte sein Angesicht. ›Freiheit!‹ Sie rief es ihm zu. Hörte er sie? Sah er sie? Es lärmte, es toste. Glocken läuteten, dröhnten, forderten stürmend zur Freiheit auf. Eins war sie jetzt mit der Freiheit da oben, und mit ihm so vereint eins auch mit all denen da, eins mit dem ganzen Volk.“

Auch im zweiten Teil, der teilweise satirisch gestaltet ist, finden sich treffende Darstellungen. Hier ist das Gespür zu nennen, mit der Viebig „dem kleinlichen Geist nachspürte überall dort, wo er zu finden war, im Kleinbürgertum, bei der reaktionären Geistlichkeit und dem apolitischen Bürgertum“. Als Beispiel spießbürgerliche Haltung der städtischen Bürger soll die Furcht der ‚Piefkes‘ oder ‚Krauses‘ zitiert werden:

„Vor Angst schwitzend, zog sich Herr Krause die Nachtmütze tief über die Ohren. Horch, fiel da nicht ein Schuß? Wenn die Canaille nun hier das Haus stürmte, ihn aus seinem guten Bette riß, sich selber hineinlegte neben Madame Krause? Dann wurde er die Bande nur los, wenn er alles bot, was er an Bargeld im Haus hatte, und die zwei silbernen Kandelaber noch dazu, auf die er so lange gespart hatte, und die Alabasterschale unterm Trumeau, und die dicke Smaragdbrosche mir den passenden Ohrgehängen, die er Madame Krause zur silbernen Hochzeit verehrt hatte, und seinen Siegelring und ihren Longschal aus Persien!“

Nach der Niederschlagung der Revolution wird dieses Bild erneut aufgenommen. Das ›Krähwinkel‹ eines Jean Paul, Heinrich von Kotzebue und Heinrich Heine, dieser fiktive Ort kleinbürgerlicher und spießbürgerlicher Beschränktheit, feiert fröhliche Urstände:

„Der Bürger lebte seinen ruhigen Tag. Jetzt hatten Herr Krause und Herr Schlefke, Herr Müller und Herr Piesecke, der Kanzleisekretär und der Kammergerichtsaktuarius nichts mehr zu befürchten. Achtundvierzig war tot, und mit ihm alles Fürchten. Es ging alles hübsch einen geregelten Gang. Sie saßen bei Weißbier und Pfeife wie ehedem; sie waren alle noch am Leben, und sie waren jetzt wohler daran wie ehedem – jetzt war   i h r e   Zeit gekommen.“

Der zweite Romanteil regt jedoch eher zu Kritik an. In den „Jahre[n] der Reaktion“ scheine „die Feder der Viebig zu erlahmen“, auch sei der Schluss der Geschichte „allzu schnell herbeigeführt“ und lasse „manche wichtige Frage offen“. Zudem wird die Figurengestaltung als unmotiviert kritisiert. Henze ist ein fertiger Charakter, der sich kaum entwickelt, selbst in Szenen, die sein Herz anrühren. Der Besuch in seinem Heimatdorf verweist auf die Primitivität seiner Herkunft und birgt eine naturalistische Komponente. Dennoch könne die Enttäuschung über den Verlust seiner ersten Liebe die Brutalisierung seiner Kraft nicht motivieren, wenngleich er als Draufgänger, ähnlich wie ein Siegfried gezeichnet wäre. Der herkulesartig dargestellte Henze wird auch als Pendant zum ›eisernen Kanzler‹ Bismarck gesehen, wobei Viebig als Protagonisten eine starke männliche Gestalt gewählt hat, was in ihrem Werk selten vorkomme. Diese Feststellung relativiert sich jedoch, wenn an anderer Stelle die Mutter Witte als eigentliche Revolutionärin angesehen wird. Auch sind die Frauen zu Beginn des Romans, welche die ›Kartoffelrevolte‹ ohne Scheu vor der Obrigkeit initiieren, eher als starke Gestalten zu klassifizieren.
Unmotiviert erscheine auch „die sklavenhafte Hingabe und Unterordnung der stolzen Witwe Schehle, die ihm allzuleichten Herzens sich selbst und ihren ganzen Erbbesitz darbringt“; auch die Hebamme Witte wäre »zu breit und wuchtig behandelt.« Dem gegenüber sei „die Führer der Bewegung, die Dichter, die sie schüren, die Intellektuellen, die sie unterstützen“ ausgespart und Einzelschicksale hervorgehoben, während die Politik undeutlich bliebe: „Sichtbare Fäden zwischen dem einzelnen Wirklichen und dem allgemeinen Sinnbild – dem Werden einer modernen Nation – sind nur stellenweise gewoben.“ Zudem wird angemerkt: „Diese säbelrasselnde Kriegsfreudigkeit schmeckt […] ein bißchen sehr nach Patriotismus.“
Später wird angemerkt, die „einfachen Menschen“ würden „nicht von oben und außen, sondern von unten und innen gesehen“ und das Historische sowie die Zeitumstände seien nicht genügend gewürdigt. Ebenso könnten Eheprobleme und Frauenabenteuer, die den zweiten Romanteil vorausschaubar machen, mitreißender gestaltet werden.

## Interpretationsansätze

### Gestaltung der historischen Umstände
Die historischen Vorgänge gestaltet Viebig in dichterischer Freiheit. Die ›Kartoffelrevolution‹ von 1847 wird als Aufbruch mit dem Ziel einer staatlichen Neuordnung gestaltet, obgleich die Bewegung zunächst nur eine Hungerunruhe ist. So ist auch der anfängliche Ausruf: „Eine Revolution, eine wirkliche Revolution!“ (S. 11) aus dem Mund der behaglichen Pfeifenraucher Ausdruck auktorialer Ironie.
Die Figuren sind Träger unterschiedlicher politischer Forderungen. Mit ihrem auktorial geprägten, multiperspektivischen Blick, mittels dem sie in die unterschiedlichen dargestellten Charaktere Innensicht gewährt, stellt Viebig revolutionäre Forderungen oder ein Bedauern über den Sieg der monarchischen Gegenrevolution dar. Während der Student John für den Kampf für Freiheitsrechte steht, wird das Streben nach wirtschaftlicher und sozialer Gleichheit von der Hebamme Witte repräsentiert, die ihre Söhne nach Amerika schickt, damit diese nicht als königliche Soldaten enden. Diese Ideen werden aber nur verschwommen gezeigt.
Henze nimmt die Ziele der Revolution nie ernst. Er ist ein unpolitischer Mensch, der den Kampf für Freiheit mit Gleichheit verwechselt, aufgrund derer er die Zustimmung von Minnes Eltern zur Heirat erhofft. Auch die Revolution ist für ihn ein Zeitvertreib, den er gerne gegen den Dienst in der Schmiede tauscht:

„Was fragte er nun nach dem, was gewesen war, jetzt hatte er wieder etwas Neues, für das es lohnte, sich hinzugeben mit ganzer Seele.“

Im biedermeierlichen Mief wird Henze zum aufgestiegenen und satt-genußsüchtigen Wohlstandsbürger, der sich in die kleinbürgerliche Welt der Schrebergärten zurückzieht. Genauso entwickelt sich seine Minne, die den Mann heiratet, den ihr Vater für sie ausgesucht hat. Tragischer ist die Darstellung von Richard John, der sich aus Opportunismus vom ehemaligen Freiheitskämpfer zum etablierten Seelsorger wandelt. Diskrepanzen zwischen Liberalen und radikalen Demokraten oder das Streben nach einem einheitlichen Nationalstaat, in dem Einzelstaaten auf parlamentarischer Grundlage zu einem bürgerlichen Rechtsstaat umgeformt werden sollten, werden ausgeblendet.
Auch ist nichts zu spüren vom Beginn der Industrialisierung, der mit dem frühen Bau der Eisenbahnlinien in den eisenverarbeitenden Betrieben Einzug hält. Indem Viebig die Konkurrenz der Schmiede mit den entstehenden Fabriken nicht darstellt, entsteht ein anachronistisches Bild wirtschaftlicher Verhältnisse. Die Auslassung dieser Fakten mag absichtlich sein, denn Viebig zeichnet mit der Darstellung der Gegenrevolution nach 1848 auch Grundzüge ihrer eigenen Zeit nach.

### Zeitgenössische Relevanz
Ein anfänglicher Romanerfolg mit 15 Auflagen deutet darauf hin, dass Viebig dem zeitgenössischen Leser aus dem Herzen spricht, indem sie indirekt die sozialen Umstände und die herrschende Vorkriegsstimmung ihrer eigenen Zeit gestaltet. Die Rezipienten in 1912 und 1913 lesen, von ihrem historischen und lebensweltlichen Vorverständnis her, den Roman anders als spätere Leser. Die träge Restaurationszeit nach 1848 trägt Züge der von den Intellektuellen empfundenen Sinnentleertheit des Daseins nach 1900 und der beschworenen Endzeitstimmung. Insofern ist dieser historische Roman „ein Beispiel für die verhängnisvoll ahnungslose Ahnung an der Schwelle des ersten (sic!) Weltkriegs“.
Eine solche Lesart macht verständlich, dass Viebigs Held seine privaten Probleme tatkräftig aus der Welt schafft, um für Größeres frei zu sein. Die Zeichnung eines Henze, den Viebig als einem ‚großen breitschultrigen, baumstarken‘ (vgl. S. 17) Mann beschreibt, der „Hände wie Schraubstöcke“ (S. 18) hat und seinen „Amboß zolltief in den Erdboden“ (S. 383) hauen kann, zeigt Parallelen zum Siegfried der Nibelungensage. Diese Figur wird, durch Richard Wagners (1813–1883) Opernzyklus ‚Der Ring des Nibelungen‘, im kollektiven Bewusstsein des aufstrebenden Kaiserreiches zum bewunderten Helden und als Vehikel nationaler Ideen verwendet. Im zweiten Romanteil sind Parallelen zum Ungenügen der jungen Generation an den für starr und überkommen gehaltenen gesellschaftlichen Verhältnissen zu finden, die insbesondere von deutschen Schriftstellern des Expressionismus artikuliert werden. In diesem Sinne wünscht sich Henze für seine stillstehende Zeit:

„Ich möchte mal wieder begeistert sein. Richtig für was begeistert sein - das täte mir gut! (S. 211) […] 
In der Zeit war kein großer Zug. Sie stand still wie ein Wasser, das kein Wellenspiel hat, [...] ein Wasser, das so still ist, daß es faulig wird.“

Diese Passagen ähneln den Tagebucheintragungen von Georg Heym (1887–1912) aus 1911:

„Es ist immer das Gleiche, so langweilig, langweilig, langweilig. Es geschieht nichts, nichts, nichts. Wenn doch einmal etwas geschehen wollte, was nicht diesen faden Geschmack von Alltäglichkeit hinterlässt...“

Genauso ähnelt Henzes Verlangen nach Aufbruch oder gar Krieg den Worten Heyms:

„[Viebigs Henze:] Ich wünschte, ich könnte in den Krieg ziehen. […] Trifft sie oder trifft sie nicht [die Kugel, Anm. d. Vf.] – da hat man doch wenigstens was, was einen aufmuntert! Ich habe gar nischt. (S. 296)
[Heym:] Ich wollte noch mit der Kugel im Herzen den Rausch der Begeisterung spüren. […] Oder sei auch nur, dass man einen Krieg begänne.“

Viebig verwendet Metaphern aus dem Bereich des Feuers und die Farbe Rot:

„Nur immer das Feuer schüren! Das Feuer muß hochlodern, damit das Eisen rot glüht. Dann erst lässt es sich schmieden (S. 351) […] Das Eisen wurde rot, immer röter im Feuer – auf den Amboß damit! Jetzt ist es wie Wachs – poch, poch – jetzt kann man es breitschlagen, krummschlagen, ausrecken, biegen, ihm jede Form geben, ganz wie man will.“

Hier sind Ähnlichkeiten zu Heym Gedicht ‚Der Krieg‘, 1911, ebenfalls mit Feuer- und Glutmetaphorik, festzustellen:

„Glut […]/ einen roten Hund […]/ mit tausend roten Zipfelmützen […] flackernd.“

Die Ankündigung des Kriegsausbruchs erfährt Henze als lebenssteigernde Erfahrung, die sein Blut in Wallung bringt:

„Es war nur das Blut, das ihm zu Kopf gestiegen war, das ihm schneller durch die Adern schoß. […] Noch war der junge Mensch da nicht allein jung, auch er war noch jung, zu Taten fähig, …“

Derlei Worte finden sich in Versen des Gedichtes ›Botschaft‹ von Ernst Stadler (1883–1914):

„Du sollst wieder fühlen, daß alle stark und jungen Kräfte dich umschweifen, […] im Dunkel, geisterhafte Liebesstimme, strömt und lallt dein Blut –“

In diesem Sinne zeichnet Viebig über das beschauliche Alt-Berlin hinaus mit mancher Passage Parallelen der jungen Dichtergeneration, welche die Fäulnis ihrer Zeit beklagten und das Herannahen eines Krieges als erfrischenden Anbruch eines Neuanfanges bewerten. Der Roman endet mit der Beschwörung einer neuen Epoche:

„Poch, poch, immer poch, poch – eine    g r o ß e    Z e i t !“

## Weiterführende Literatur
- Abret, Helga: Die Frauen und die Stadt: Clara Viebigs Berlin-Romane, in: Wiedemann, Kerstin & Elisa Müller-Adams: Wege aus der Marginalisierung. Geschlecht und Schreibweisen in deutschsprachigen Romanen von Frauen 1780–1914, Nancy: Presses Universitaires, 2013 (217–238).
- Aust, Hugo: Clara Viebig und der historische Roman im 20. Jahrhundert, in: Neuhaus, Volker und Michel Durand (Hrsg.): Die Provinz des Weiblichen. Zum erzählerischen Werk von Clara Viebig, Bern: Lang 2004 (77–96).
- Bland, Caroline: Hermann's Handmaidens? Male Archetypes and German Nationalism in Nineteenth-Century Women's Writing Show detailed view, in: Women's Writing, Bd. 20 H. 4 v. 01.11.2013 (567–585).
- Braun-Yousefi, Ina: Das Eisen im Feuer – historischer Roman mit zeitgenössischer Relevanz, in: Braun-Yousefi, Ina (Hrsg.): Clara Viebig im Kontext. Schauspiele – Romane – Novellen, Schriften zur Clara-Viebig-Forschung Bd. III, Nordhausen: Traugott Bautz 2021, S. 53–71.

## Ausgaben und Übersetzungen
Ausgaben
- 1912: Berliner Illustrierte Zeitung, 21. Jg., Nr. 37 v. 15.09.1912 – Nr. 54 v. 12.01.1913.
- 1913: 1.–15. Auflage, Berlin: Fleischel [383 S.].
- 1914/1915: in deutscher Sprache in Detroiter Abend-Post (USA), 46./47. Jg. von 11/1914 bis 2/1915
- 1914: 16. Aufl. Berlin: Fleischel [383 S.] (17. Aufl. nicht nachgewiesen; vielleicht wurde Auflage nach 1918 fehlerhaft weitergeführt).
- 1920: 18. und 19. Aufl., Berlin: Fleischel [383 S.].
- 1920: 20. Aufl., Berlin: Fleischel [383 S.].
- 1925: 21.–22. Tsd., Stuttgart: Deutsche Verlagsanstalt [383 S.].
- 1950: Hannover: Schaffer [258 S.].

Übersetzungen
- 1921: Als het Ijzer gesmeed wordt (niederl. ›Als das Eisen geschmiedet wurde‹), übers. v. Joanna P. Wesselink-van Rossum, Amsterdam: Meulenhoff [422 S.].
- 1932: Auszug; Titel: 1848 à Berlin (frz. ›1848 in Berlin‹), übers. v. André Cœuroy, in: Revue d’Allemagne et des pays de langue allemande, Jg. 1930 o. Nr., Strasbourg: Soc. d’Etudes Allemandes (204–218).